# Alta via Tilman
L'alta via Tilman (AVT) è un percorso situato sulle Alpi Sud-orientali che collega le Dolomiti Centro-meridionali all'Altopiano dei Sette Comuni.

## Storia
L'alta via ripercorre all'inverso il viaggio che il maggiore britannico Harold William Tilman, responsabile per i comandi alleati della zona dell'Agordino durante la Resistenza, fece per raggiungere il suo posto di comando dopo essere stato paracadutato sull'Altopiano di Asiago (nella valle del Barenthal) nell'estate del 1944.

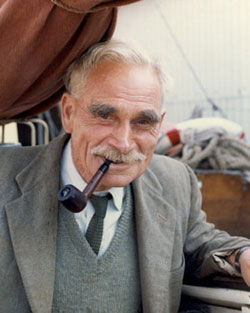
H. W. "Bill" Tilman

Il sentiero è stato ideato dal Club Alpino Italiano (CAI) di Asiago e di Falcade per onorare la partecipazione alla lotta di Liberazione nazionale del maggiore britannico nonché l'attività di alpinista internazionale di Tilman. Nel punto di partenza di Falcade gli è stato dedicato anche un bassorilievo in bronzo, opera dello scultore bellunese Franco Murer.
L'itinerario, che si svolge tra boschi e pascoli, è interessante sia per i paesaggi che attraversa, sia per i luoghi legati alla prima guerra mondiale.

## Il percorso
Il sentiero inizia a Falcade ed arriva ad Asiago. Si passa per Caviola di Falcade, Forcella della Stia, valle di Garés, valle di San Lucano, parco nazionale delle Dolomiti Bellunesi, riserva naturale Piani Eterni - Errera - Val Falcina, Cimonega (Vette Feltrine), monte Grappa, Valstagna, Calà del Sasso, Col del Rosso, stazione osservativa di Asiago Cima Ekar (Cima Ekar), contrada Bertigo (Gallio), contrada Zocchi (Asiago) e si giunge al sacrario militare di Asiago. L'ultima parte del sentiero, da Valstagna all'Altopiano di Asiago, segue il sentiero CAI n. 805. Il percorso può essere suddiviso in 10 tappe (escluse la prima e l'ottava, le altre sono piuttosto lunghe ed impegnative): 
1. da Falcade a Gares
2. da Gares a Rivamonte Agordino
3. da Rivamonte Agordino a Casera Campotorondo
4. da Casera Campotorondo al Rifugio Boz
5. dal Rifugio Boz al Rifugio Dal Piaz
6. dal Rifugio Dal Piaz a Seren del Grappa
7. da Seren del Grappa all'albergo Forcelletto
8. dall'albergo Forcelletto al Rifugio Scarpon
9. dal Rifugio Scarpon a Carpanè
10. da Carpanè ad Asiago